# Eliano Reijnders
Eliano Johannes Reijnders (sinh ngày 23 tháng 10 năm 2000) là một cầu thủ bóng đá chuyên nghiệp hiện đang thi đấu ở vị trí hậu vệ cánh phải hoặc tiền vệ cánh cho câu lạc bộ Eredivisie PEC Zwolle. Sinh ra ở Phần Lan và lớn lên ở Hà Lan, anh đại diện cho đội tuyển bóng đá quốc gia Indonesia.

## Sự nghiệp câu lạc bộ
Eliano Reijnders cùng với anh trai của mình Tijjani gia nhập FC Twente vào năm 2015, vì câu lạc bộ Zwolle không thể chi trả khoản phí chuyển nhượng nên anh đã chơi mùa giải đầu tiên cho CSV '28. 
Năm 2016, anh chính thức chuyển đến PEC Zwolle. Tháng 3 năm 2018, anh đã ký hợp đồng chuyên nghiệp đầu tiên với câu lạc bộ.
Ngày 12 tháng 9 năm 2020, anh có trận ra mắt trong trận thua trên sân nhà trước Feyenoord với tỷ số 0–2. 
Ngày 21 tháng 10 năm 2020, Reijnders ghi bàn thắng đầu tiên tại giải Eredivisie trong trận đấu trên sân khách gặp RKC Waalwijk (1–1). Trong mùa giải 2022/23, anh được cho mượn một mùa giải tới Jong FC Utrecht.

## Sự nghiệp quốc tế
Tháng 9 năm 2024, Reijnders xác nhận rằng anh đã quyết định đại diện cho Indonesia ở cấp độ đội tuyển quốc gia. Ngày 2 tháng 10, Reijnders được HLV Shin Tae-yong triệu tập lên đội tuyển Indonesia tham dự 2 trận đấu ở vòng loại thứ 3 World Cup 2026, gặp Bahrain (ngày 10 tháng 10) và Trung Quốc (ngày 15 tháng 10). Anh có trận ra mắt đội tuyển Indonesia vào ngày 10 tháng 10, trong trận hòa 2–2 trên sân khách trước Bahrain.

## Đời tư
Reijnders có cha là Martin Reijnders, cựu cầu thủ bóng đá. Anh sinh ra ở Phần Lan nơi mà cha mình đang thi đấu. Mẹ của anh là người Indonesia đến từ Maluku.
Anh có anh trai là Tijjani Reijnders, cũng là một cầu thủ bóng đá nhưng đại diện cho đội  tuyển bóng đá quốc gia Hà Lan.
Ngày 30 tháng 9 năm 2024, anh chính thức có quốc tịch Indonesia.

## Thống kê sự nghiệp
Tính đến ngày 9 tháng 2 năm 2025
| Câu lạc bộ          | Mùa giải            | Giải đấu            | Giải đấu | Giải đấu | Cúp Quốc gia | Cúp Quốc gia | Châu lục | Châu lục | Khác | Khác | Tổng cộng | Tổng cộng |
| Câu lạc bộ          | Mùa giải            | Hạng đấu            | Trận     | Bàn      | Trận         | Bàn          | Trận     | Bàn      | Trận | Bàn  | Trận      | Bàn       |
| ------------------- | ------------------- | ------------------- | -------- | -------- | ------------ | ------------ | -------- | -------- | ---- | ---- | --------- | --------- |
| PEC Zwolle          | 2020–21             | Eredivisie          | 29       | 3        | 1            | 0            | —        | —        | —    | —    | 30        | 3         |
| PEC Zwolle          | 2021–22             | Eredivisie          | 23       | 0        | 3            | 0            | —        | —        | —    | —    | 26        | 0         |
| PEC Zwolle          | 2023–24             | Eredivisie          | 32       | 3        | 1            | 0            | —        | —        | —    | —    | 34        | 3         |
| PEC Zwolle          | 2024–25             | Eredivisie          | 14       | 0        | 1            | 0            | —        | —        | —    | —    | 15        | 0         |
| PEC Zwolle          | Tổng cộng           | Tổng cộng           | 98       | 6        | 6            | 0            | 0        | 0        | 0    | 0    | 104       | 6         |
| Jong Utrecht (mượn) | 2022–23             | Eerste Divisie      | 35       | 0        | —            | —            | —        | —        | —    | —    | 35        | 0         |
| Tổng cộng sự nghiệp | Tổng cộng sự nghiệp | Tổng cộng sự nghiệp | 133      | 6        | 6            | 0            | 0        | 0        | 0    | 0    | 139       | 6         |

### Đội tuyển quốc gia
Tính đến ngày 10 tháng 10 năm 2024
| Đội tuyển quốc gia | Năm       | Trận | Bàn |
| ------------------ | --------- | ---- | --- |
| Indonesia          | 2024      | 1    | 0   |
| Tổng cộng          | Tổng cộng | 1    | 0   |